# جون باريلارو
جيوفاني دومينيك «جون» باريلارو (ولد في 14 نوفمبر 1971 ) هو سياسي أسترالي ونائب رئيس وزراء نيو ساوث ويلز الثامن عشر وزعيم نيو ساوث ويلز من الحزب الوطني الآسترالي منذ نوفمبر تشرين الثاني عام 2016. كان أيضاً وزيرًا لولاية نيو ساوث ويلز الإقليمية للصناعة والتجارة في الوزارة الثانية لبريجيكليان منذ أبريل 2019،   وعضوًا في الجمعية التشريعية لنيو ساوث ويلز يمثل الدائرة الانتخابية في مونارو منذ عام 2011 .
شغل باريلارو سابقًا منصب وزير التنمية الإقليمية (أعيد تسميته فيما بعد وزيرًا لمنطقة نيو ساوث ويلز الإقليمية )، ووزيرًا للأعمال الصغيرة، ووزيرًا للمهارات في حكومتي بيرجيكليان الأولى وبيرد الثانية، من أكتوبر 2014 حتى مارس 2019 ؛ ووزيرا للسياحة الإقليمية في حكومة بيرد الأولى. في أكتوبر 2021، أعلن استقالته من منصب نائب رئيس الوزراء وزعيم الحزب الوطني وعضو مونارو، قائلاً إن هذا هو «الوقت المناسب لي لتسليم زمام الأمور» 

## الحياة السياسية
تم انتخاب باريلارو كعضو مجلس مستقل لمجلس مدينة كوينبيان في عام 2008 وخدم في المجلس حتى ترشح للحزب الوطني في مقعد مونارو في انتخابات الولاية لعام 2011. وفاز بالمقعد من وزير العمل الحالي ستيف وان بتأرجح 8.2 نقطة على المواطنين.
بعد استقالة أندرو ستونر في أكتوبر 2014، تم تعيين باريلارو في أول وزارة في بيرد كوزير للأعمال الصغيرة ووزير السياحة الإقليمية. أعاد بيرد ترتيب وزارته بعد انتخابات الولاية لعام 2015، وأدى باريلارو اليمين كوزير للتنمية الإقليمية، ووزير المهارات، ووزير الأعمال الصغيرة في حكومة بيرد الثانية.
في 15 نوفمبر 2016، تم انتخاب باريلارو من دون آي معارضة كزعيم للحزب الوطني في نيو ساوث ويلز، بعد استقالة تروي جرانت. بعد استقالة مايك بيرد وانتخاب غلاديس بيرجيكليان زعيمة للحزب الليبرالي في نيو ساوث ويلز، قاد باريلارو الوطنيين لتشكيل الائتلاف الليبرالي الوطني في وزارة بيرجيكليان التي أدت اليمين الدستورية في 23 يناير 2017.  
في 1 ديسمبر 2017، دعا باريلارو رئيس الوزراء مالكولم تورنبول إلى الاستقالة باعتباره «هدية عيد الميلاد» للأستراليين. واتهم تورنبول في وقت لاحق باريلارو «بمحاولة إقناع نفسه» بمقدم البرامج الإذاعي آلان جونز. ذكر تورنبول أيضًا أنه اتصل بباريلارو وترك رسالة بعد انتقادات سابقة، لكنه لم يسمع أي رد، واقترح أن باريلارو كان يجب أن يعبر عن وجهة نظره تجاه تيرنبول شخصيًا، بدلاً من «وضعه في وسائل الإعلام». كما انتقد العديد من الوزراء الفيدراليين، بمن فيهم جولي بيشوب وماثياس كورمان، باريلارو، حيث قال كورمان: «إنه ليس عضوًا فيدراليًا في البرلمان، لا أعرفه، لم أقابله أبدًا، إنه تعليق مؤسف، إنه لا مبرر له، إنه خطأ، أنا أرفضه».
في انتخابات الولاية لعام 2019، حتى مع تأرجح الائتلاف بنسبة 3.6 في المائة وفقد حزبه أربعة مقاعد، تمت إعادة انتخاب باريلارو بسهولة في مونارو. لقد حصل على أرجوحة بأكثر من تسعة في المائة، وهو ما يكفي لجعل مونارو مقعدًا وطنيًا آمنًا. بعد انتخابات الولاية لعام 2019، أدى باريلارو اليمين الدستورية كوزير لولاية نيو ساوث ويلز الإقليمية والصناعة والتجارة في الوزارة الثانية لبريجيكليان، اعتبارًا من 2 أبريل 2019.
في 30 أبريل 2020، كان باريلارو يفكر في التنحي عن سياسة الدولة للتنافس على مقعد إيدن مونارو الفيدرالي في الانتخابات الفرعية المقبلة، بعد استقالة مايك كيلي الفورية من السياسة بسبب مشكلات صحية شخصية وعائلية،  لكنه انسحب لاحقًا اهتمامه. وأرجع القرار إلى عدم وجود دعم من نائب رئيس الوزراء مايكل ماكورماك، الذي اتهمه بالخوف منه كمنافس على القيادة. ثم اعتذر باريلارو عن أفعاله.
في سبتمبر / أيلول 2020، هدد باريلارو بنقل المواطنين إلى المنصة المتقاطعة معارضة لسياسة الحكومة لحماية الكوالا، بينما احتفظ الوزراء القوميون بمناصبهم في مجلس الوزراء. ورفضت رئيسة الوزراء غلاديس بيرجيكليان العرض وأعطت الوزراء الوطنيين إنذارًا نهائيًا لسحب تهديدهم أو فصلهم من العمل. تراجع بارولارو بعد ذلك وأبقى وزارته.
ظهرت دمية باريلارو في 2021 Sydney Gay و Lesbian Mardi Gras ، وتصوره على أنه جالس داخل برميل؛ في إشارة إلى انتقادات «براميل لحم الخنزير».  تحدث باريلارو بشكل إيجابي عن منحه لقب «لحم الخنزير باريلارو»، قائلاً إن ما يوصف عادةً ببرميل لحم الخنزير هو «استثمار في الواقع». 

## الحياة الشخصية
باريلارو متزوج من ديانا. أنجبا معًا ثلاث بنات ويسكنان في يرابومبرا.

## روابط خارجية
- الحزب الوطني - جون باريلارو عضو مونارو نسخة محفوظة 30 يناير 2012 على موقع واي باك مشين.
- مجلس مدينة كوينبيان - كر جون باريلارو